# Cantón de Beaufort
El cantón de Beaufort era una división administrativa francesa, que estaba situada en el departamento de Jura y la región de Franco Condado.

## Composición
El cantón estaba formado por dieciocho comunas:
- Augea
- Augisey
- Beaufort
- Bonnaud
- Cesancey
- Cousance
- Cuisia
- Gizia
- Grusse
- Mallerey
- Maynal
- Orbagna
- Rosay
- Rotalier
- Sainte-Agnès
- Saint-Laurent-la-Roche
- Vercia
- Vincelles

## Supresión del cantón de Beaufort
En aplicación del Decreto n.º 2014-165 de 17 de febrero de 2014, el cantón de Beaufort fue suprimido el 22 de marzo de 2015 y sus 18 comunas pasaron a formar parte del nuevo cantón de Saint-Amour.